# Sepiolida
Los sepiólidos (Sepiolida) son un orden de cefalópodos coleoideos estrechamente relacionados con las sepias (orden Sepiida). Viven en aguas litorales superficiales, sobre todo del Océano Pacífico y Océano Índico, pero también hay especies, como Sepiola rondeleti, en el Atlántico y el Mediterráneo.

## Características
Los sepiólidos son de pequeño tamaño (1-8 cm), acostumbran a tener el manto más redondeado que las sepias y carecen de jibión. Tienen ocho brazos y dos tentáculos con ventosas. Como las sepias, pueden nadar mediante sus aletas o propulsando agua a través de su sifón.
Los sepiólidos tienen una relación simbiótica con la bacteria bioluminiscente Vibrio fischeri que se aloja en un órgano especial del manto y reciben azúcares y aminoácidos. La luz emitida por las bacterias oculta la silueta del animal cuando es observado desde abajo. El órgano posee filtros que pueden hacer variar la longitud de onda de la luz, lentes que la difunden y un reflector que dirige la luz hacia abajo.

## Reproducción
Los sepiólidos se reproducen varias veces a lo largo de su vida. Las hembras depositan los huevos en paquetes de 1 a 400, que son cubiertos con arena y abandonados a su suerte. La simbiosis con V. fischeri se inicia enseguida tras la eclosión, a partir de bacterias presentes en el agua circundante; la colonización bacteriana del órgano luminiscente del joven sepiólido induce cambios morfolóigicos en el animal que lo conducen a la madurez.

## Taxonomía

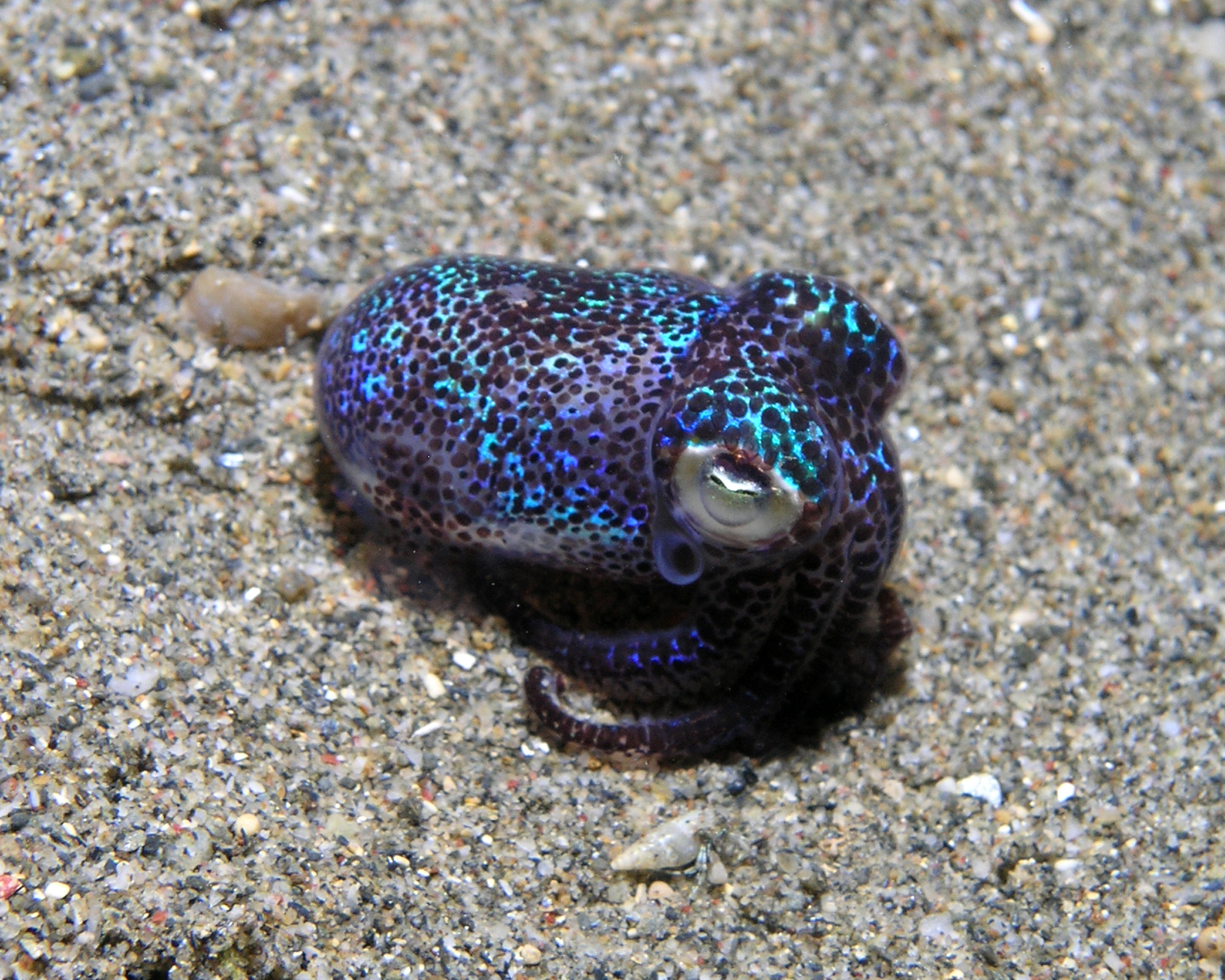
Euprymna berryi de Timor Oriental.

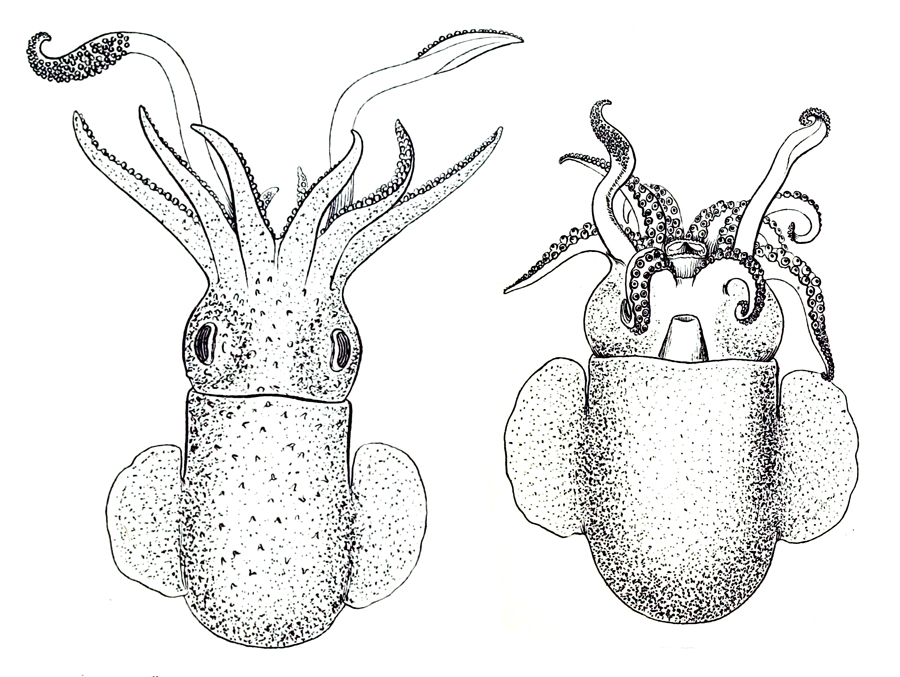
Rossia glaucopis.

La relación de los sepiólidos con otros coleoideos es controvertida. Se conocen unas 70 especies distribuidas en dos familias.
Orden Sepiolida
- Familia Idiosepiidae[1]

Género Idiosepius
- Familia Sepiolidae[3]
  - Subfamilia Heteroteuthinae
    - Género Amphorateuthis
    - Género Heteroteuthis
    - Género Iridoteuthis
    - Género Nectoteuthis
    - Género Sepiolina
    - Género Stoloteuthis

  - Subfamilia Rossiinae
    - Género Austrorossia
    - Género Neorossia
    - Género Rossia
    - Género Semirossia

  - Subfamilia Sepiolinae
    - Género Euprymna
    - Género Inioteuthis
    - Género Rondeletiola
    - Género Sepietta
    - Género Sepiola
    - Género Choneteuthis